# Xenopeltis unicolor
Il serpente arcobaleno (Xenopeltis unicolor Reinwardt, 1827), noto anche come serpente raggio di sole, è un serpente non velenoso della famiglia Xenopeltidae, diffuso in India meridionale e in alcune parti dell'Indocina.

## Descrizione
Il colore di questo animale gli ha valso il suo nome comune: il corpo del serpente, infatti, è bruno o nero, ma le iridescenze sono cangianti tra il bluastro, il rame, il rosso sangue e il verde smeraldo. Può misurare anche il metro di lunghezza; la coda è lunga solo dieci centimetri, e la testa è ben distinta dal collo. Come i suoi stretti parenti, è una specie fossoria. La bocca è dotata di numerosi denti e di un legamento lasso posto sull'osso dentale (quindi anteriormente), che permette al serpente arcobaleno di dilatare le fauci e di ingoiare prede piuttosto grosse (anche piccoli mammiferi e rettili).
Questo serpente è un misto di caratteristiche antiquate ed evolute: come negli uropeltidi, anche in questo serpente sono scomparsi i cinti scapolare e pelvico ma è ancora presente il polmone sinistro, lungo circa la metà di quello destro. Le squame ventrali, inoltre, sono molto allargate e vanno a formare vere e proprie placche poste trasversalmente, come nei serpenti evoluti. Le squame del dorso, invece, sono lisce ed embricate, e quelle della nuca sono relativamente grandi. I piccoli occhi hanno pupille ellittiche verticali.

## Biologia
I serpenti arcobaleno hanno costumi fossori e notturni; non si sa quasi nulla della loro biologia, se non che sono ovovivipari e depongono un massimo di dieci uova al momento della schiusa. Questi serpenti si trovano più o meno facilmente sotto le pietre o tra la vegetazione marcescente, ma anche se disturbati risultano essere innocui: il loro morso, già di per sé evento raro, non provoca alcun danno. È però un pericoloso predatore per anfibi, rettili e piccoli mammiferi, dal momento che è un serpente costrittore che ingoia le sue prede, in maniera molto simile a quella dei più evoluti boidi.

## Distribuzione e habitat
La specie ha un ampio areale che comprende il sud-est asiatico, dalle isole Andamane e Nicobare e dal Myanmar sino alla Cina (Yunnan e Guangdong) e alle Filippine (Palawan e arcipelago delle isole Sulu), spingendosi a sud attraverso Malaysia sino all'Indonesia (Grandi Isole della Sonda).

## Classificazione
In Cina, in particolare sull'isola di Hainan, è presente un'altra specie del genere Xenopeltis, X. hainanensis, di cui si conosce poco o nulla.  Le caratteristiche di questa specie e del serpente arcobaleno sono intermedie tra quelle dei primitivi uropeltidi e quelle dei più evoluti boidi e acrocordidi. La classificazione di queste due specie, pertanto, è molto incerta.